# Noitekk
NoiTekk – niemiecka wytwórnia mocnej i agresywnej muzyki elektronicznej, czasem nazywanej EBM Terrorem, Hellektro lub Aggrotechem. Została założona w roku 2000 przez Geralda z wytwórni Black Rain Records i Marco Gruhn'a jako podgałąź wytwórni Black Rain Records. Pierwszym albumem NoiTekku była płyta "Inhuman Amusement" zespołu Grendel, wydana w lutym 2001 roku.

## Zespoły NoiTekku
- Aslan Faction
- C-Drone-Defect
- CeDigest
- Cyborg Attack (dawniej w NoiTekku, obecnie w Black Rain)
- Dawn of Ashes
- Derma-Tek
- Die Sektor
- Dym (band)
- Distorted Memory
- FGFC820
- Grendel (dawniej w NoiTekku, obecnie w Infacted Records)
- Hioctan
- Life Cried
- Panic Lift
- Psyborg Corp
- Psyclon Nine (dawniej w NoiTekku, obecnie w Metropolis)
- Tactical Sekt
- Xentrifuge